# كأس ملك إسبانيا 1967–68
كأس ملك إسبانيا 1967–68 (بالإسبانية: Copa del Generalísimo de fútbol 1967-68)‏ هو الموسم 64 من كأس ملك إسبانيا. أشرف على تنظيمه الاتحاد الملكي الإسباني لكرة القدم، وكان عدد الأندية المشاركة فيه 48، وفاز فيه نادي برشلونة.